# Касл-Шеннон (Пенсільванія)
Касл-Шеннон (англ. Castle Shannon) — місто (англ. borough) в США, в окрузі Аллегені штату Пенсільванія. Населення — 8249 осіб (2020).

## Географія
Касл-Шеннон розташований за координатами 40°21′59″ пн. ш. 80°1′10″ зх. д. / 40.36639° пн. ш. 80.01944° зх. д. (40.366429, -80.019451).  За даними Бюро перепису населення США в 2010 році місто мало площу 4,14 км², уся площа — суходіл.

## Демографія
Згідно з переписом 2010 року, у селищі мешкало 8316 осіб у 3902 домогосподарствах у складі 2144 родин. Густота населення становила 2011 осіб/км².  Було 4146 помешкань (1002/км²).
Расовий склад населення:
| - 93,9 % — білих - 2,4 % — азіатів - 2,0 % — чорних або афроамериканців |

До двох чи більше рас належало 1,3 %. Частка іспаномовних становила 1,1 % від усіх жителів.
За віковим діапазоном населення розподілялося таким чином: 17,5 % — особи молодші 18 років, 65,0 % — особи у віці 18—64 років, 17,5 % — особи у віці 65 років та старші. Медіана віку мешканця становила 42,2 року. На 100 осіб жіночої статі у селищі припадало 95,4 чоловіків;  на 100 жінок у віці від 18 років та старших — 91,9 чоловіків також старших 18 років.
Середній дохід на одне домашнє господарство  становив 59 906 доларів США (медіана — 47 436), а середній дохід на одну сім'ю — 75 185 доларів (медіана — 61 099). Медіана доходів становила 42 023 долари для чоловіків та 38 208 доларів для жінок. За межею бідності перебувало 15,0 % осіб, у тому числі 35,0 % дітей у віці до 18 років та 7,5 % осіб у віці 65 років та старших.
Цивільне працевлаштоване населення становило 4821 особа. Основні галузі зайнятості: освіта, охорона здоров'я та соціальна допомога — 18,8 %, науковці, спеціалісти, менеджери — 14,7 %, роздрібна торгівля — 12,8 %, мистецтво, розваги та відпочинок — 11,5 %.